# Istana Budaya
El Istana Budaya o El Palacio de la Cultura es un centro cultural que fue creado en septiembre de 1999, se trata del lugar principal en Malasia para la realización de todo tipo de actividades teatrales como teatro musical, zarzuela, conciertos de música clásica y ópera con actuaciones locales e internacionales. Se encuentra junto a la Galería de Arte Nacional en Jalan Tun Razak, en el corazón de la capital malaya, la ciudad de Kuala Lumpur.
La idea de este teatro del estado se inició con la propuesta de 1964 para establecer un centro cultural. Los trabajos de construcción comenzaron en 1995 y terminaron tres años después.